# Schwarzburg
Schwarzburg je obec v německé spolkové zemi Durynsko. Leží na řece Schwarze v pohoří Durynský les v zemském okrese Saalfeld-Rudolstadt. Významnou dominantou obce je stejnojmenný zámek, který spravoval od 12. století šlechtický rod Schwarzburgů. V roce 2013 zde žilo přes 500 obyvatel.

## Historie
První písemná zmínka o osadě s názvem Schwartzinburg pochází z roku 1071. Vesnice ležící pod hradem se snažila o využití vodní energie, nacházely se zde mlýny, pily a hamry využívající vodní kola, a tak se obec stala malým průmyslovým centrem. V období vrcholného středověku byla obec významným místem rýžování zlata. Po roce 1846, kdy ve Schwarzburgu přestal fungovat kovářský hamr, postihla obec velká vlna emigrace – více než 20 % populace se odstěhovalo do Severní Ameriky. Vesnice se později stala významným střediskem cestovního ruchu, navštěvovali ji například studenti z Jeny nebo malíři působící v období romantismu.
Schwarzburg se stal také významným historickým místem, když zde byl v roce 1919 na dovolené první německý prezident Friedrich Ebert a podepsal zde 11. srpna Výmarskou ústavu, tedy demokratickou ústavu Německé říše v období Výmarské republiky.

## Galerie

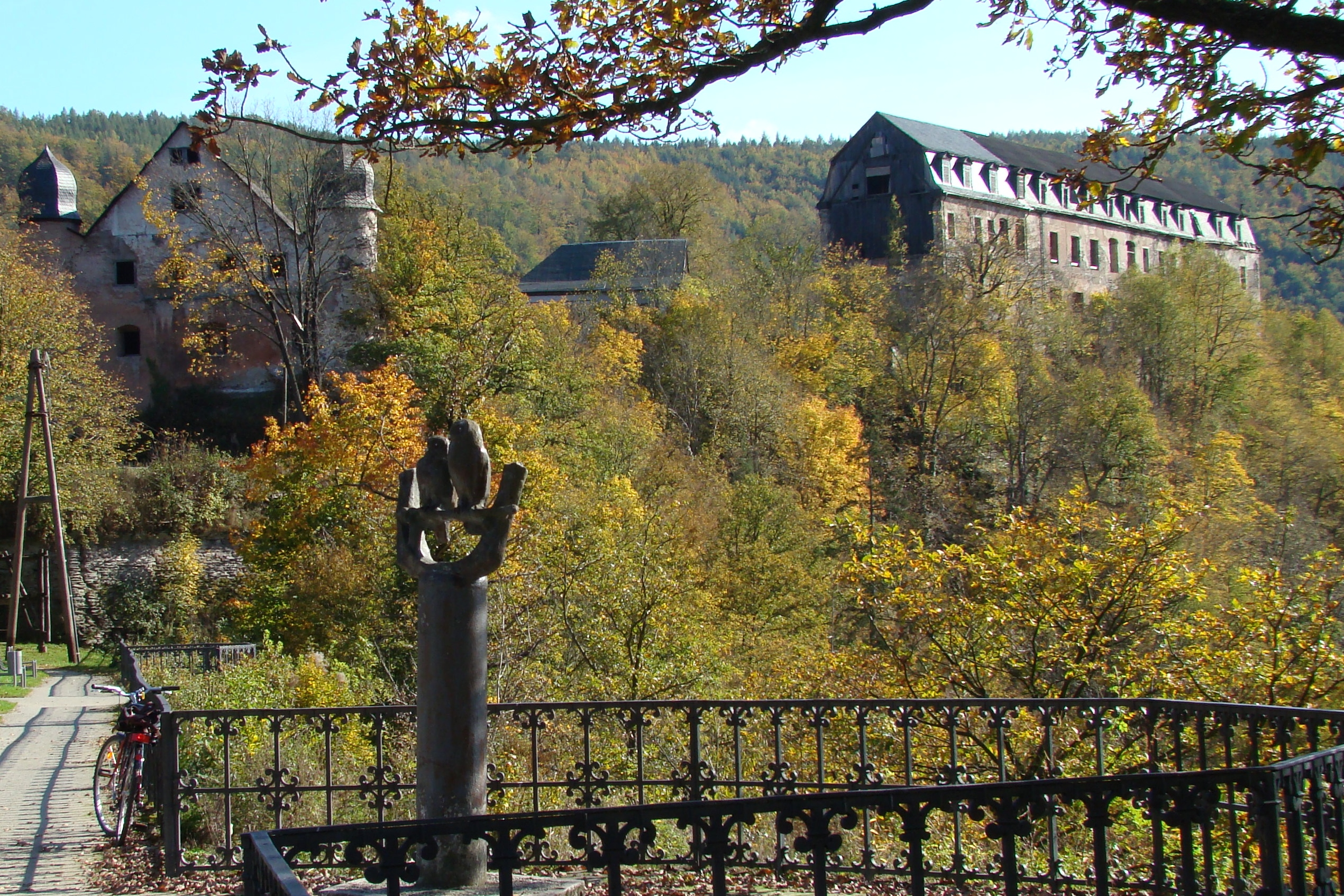
Zámek Schwarzburg
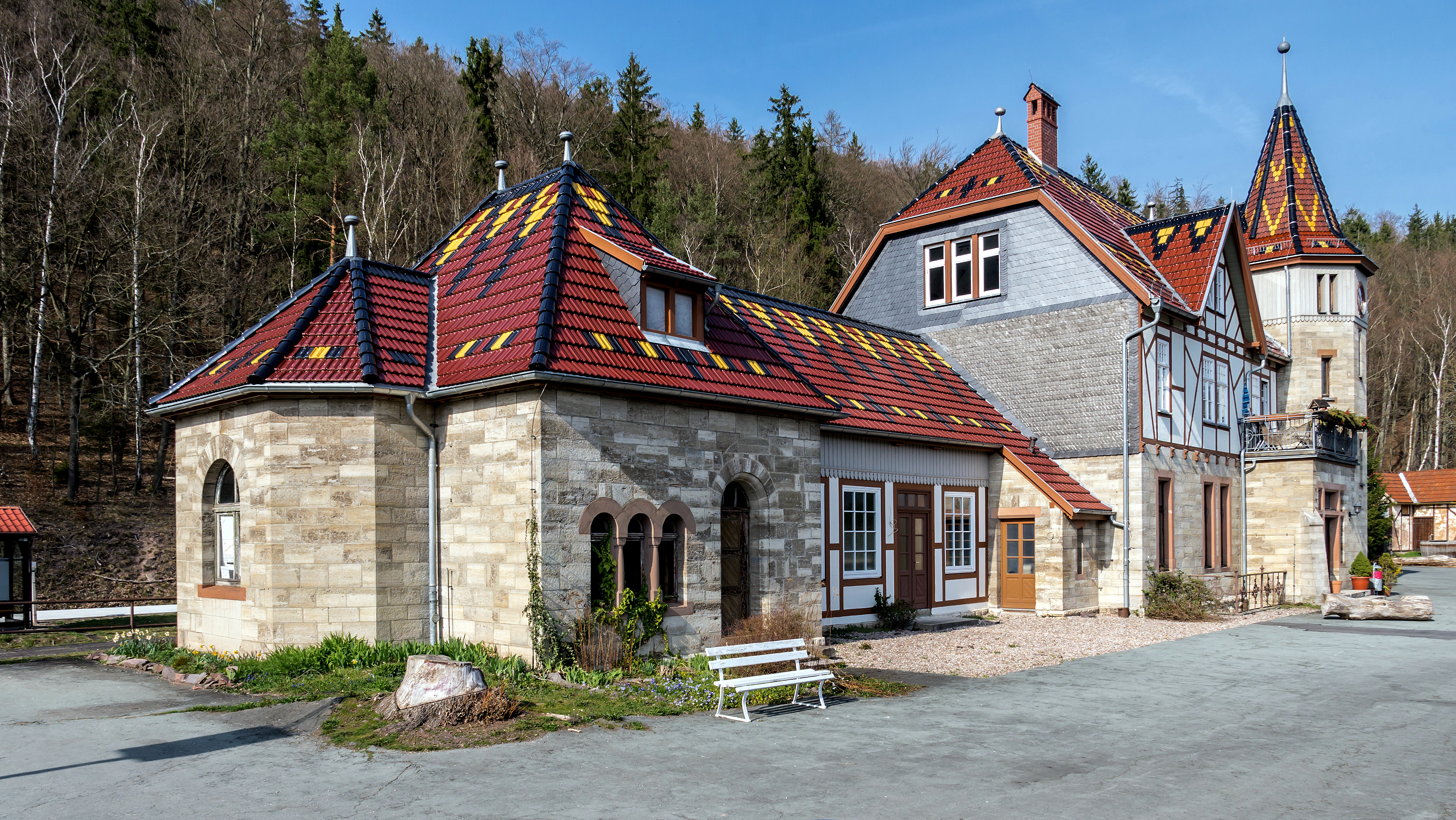
Vlakové nádraží
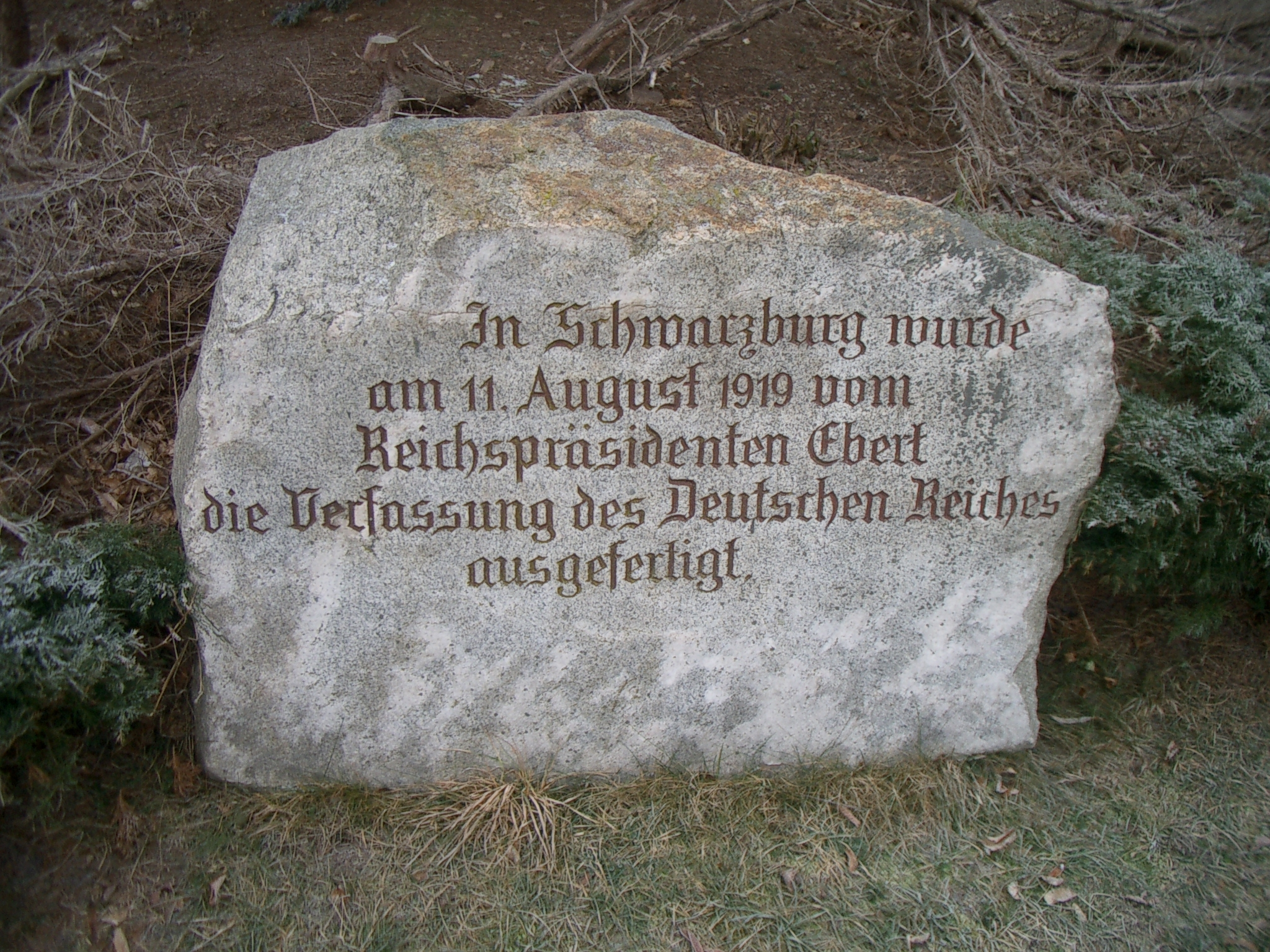
Pamětní deska připomínající podpis Výmarské ústavy